# Touristische Unterrichtungstafel

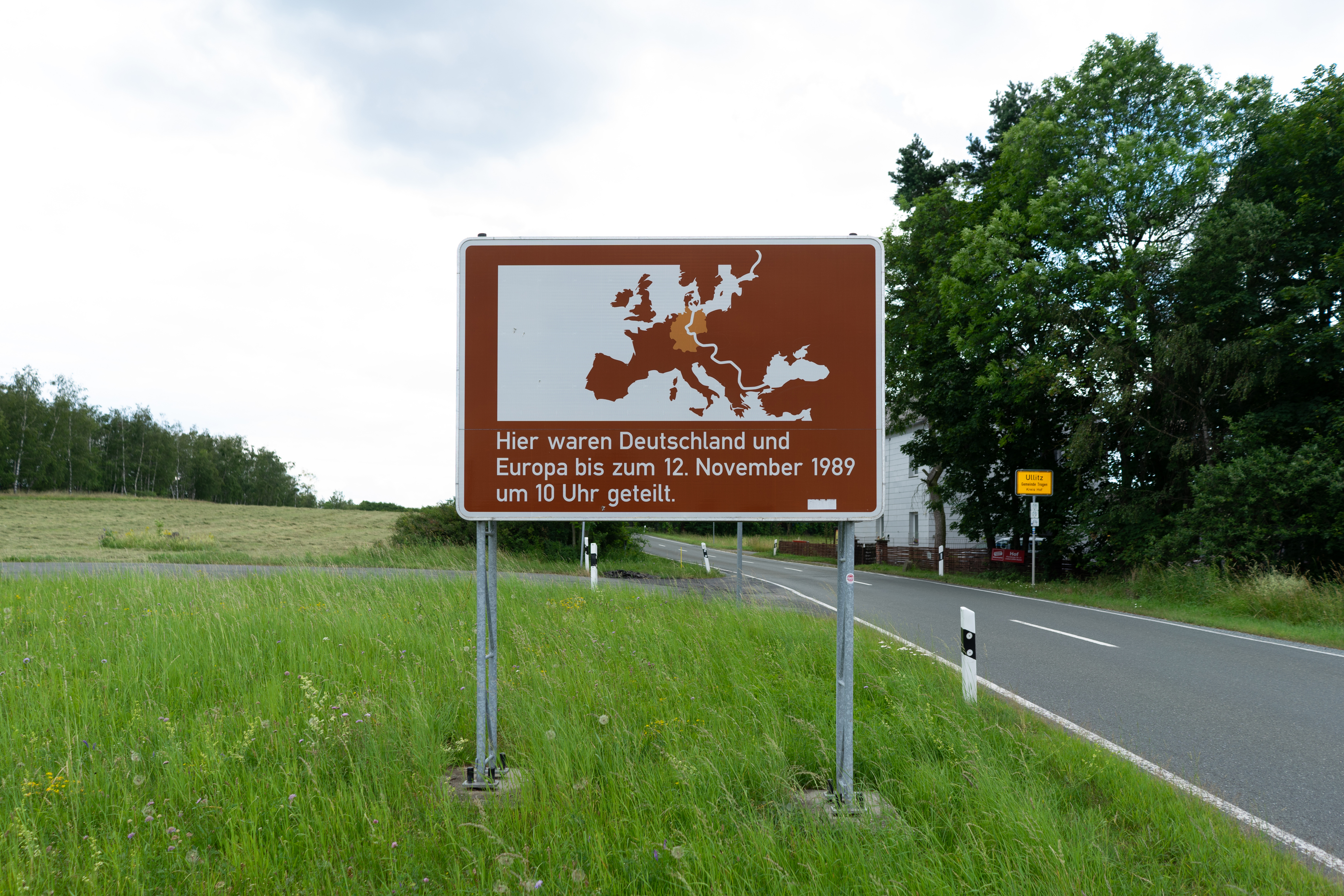
Unterrichtungstafel gemäß der Brocken-Erklärung als Erinnerung zur Innerdeutschen Grenze nordöstlich von Hof (Saale)

Eine touristische Unterrichtungstafel (umgangssprachlich auch touristisches Hinweisschild, in der Schweiz Touristische Signalisation) ist ein Verkehrszeichen, das Verkehrsteilnehmer auf touristische Ziele wie etwa Baudenkmäler, besondere Landschaften und Kulturstätten hinweisen soll. International werden hierfür weitgehend braune Schilder mit weißer Schrift und weißen Piktogrammen verwendet.
Grundsätzlich lassen sich drei Anwendungsgebiete von touristischen Hinweisschildern unterscheiden:
- Hinweistafeln und Wegweiser machen auf touristisch bedeutsame Ziele im Nahbereich, also beispielsweise innerhalb einer Ortschaft, aufmerksam und lenken dorthin.
- Reiserouten mit speziellem Thema, sogenannte Touristik- oder Ferienstraßen, werden mit Hilfe einer einheitlichen Beschilderung gekennzeichnet.
- Landschaften, Städte und Regionen werden mit Unterrichtungstafeln, die sich meist an Fernstraßen befinden, angekündigt. Diese Schilder dienen dabei allerdings nicht direkt als Wegweiser, sondern vielmehr als Ankündigung.

Neben dem primären Nutzen der Schilder für Wegfindung und Kennzeichnung, sind einzelne Landkreise und Kommunen dazu übergegangen, die Ikonographie der Beschilderung auch für die Vermarktung touristischer Ziele zu nutzen. Beispielhaft kann hier auf die Werbekampagne Friesische Freiheit weltweit – ein Autobahnschild geht auf Reisen der Ostfriesischen Landschaft zum touristischen Hinweisschild auf den Upstalsboom in der Nähe der ostfriesischen Stadt Aurich verwiesen werden.

## Geschichte

Bild 38b: Tafel für Hinweise auf Flüsse (1956–1971)

Bild 38c: Hinweiszeichen für KZ-Friedhöfe (1962–1971)

Zeichen 385 B: Touristische Hinweistafel (1971–1988)

### Vorläufer
In Westdeutschland wurden touristische Hinweistafeln an Bundes- und Landstraßen sowie den untergeordneten Straßen bereits seit Inkrafttreten der Novelle von 1956 mit Bild 38b (Hinweis auf Flüsse) und Bild 38c (Hinweis auf Sehenswürdigkeiten) im Rahmen der Straßenverkehrs-Ordnung (StVO) aufgestellt. Diese Hinweistafeln standen in direkter Konkurrenz zur Führung der Verkehrsteilnehmer zu touristischen Zielen mittels weißer innerörtlicher Wegweiser.
Auf Grundlage dieser Tafeln wurde am 25. September 1962 ein gelbes Hinweiszeichen für KZ-Friedhöfe und KZ-Gedenkstätten durch den Bundesverkehrsminister erlassen und im Verkehrsblatt veröffentlicht. Die 333 × 1250 Millimeter großen und damals noch gelben Tafeln mit schwarzer Aufschrift wurden mit der Neufassung der StVO ab 1971 durch mindestens 333 Millimeter hohe und 1000 Millimeter breite Unterrichtungstafeln (Zeichen 385 A, Zeichen 385 B) mit gelber Aufschrift auf grünem Grund ersetzt.

### Wandel zum heutigen Standard
Mitte der 1970er Jahre wurde erstmals auch in Frankreich ein touristisches Hinweisschild an Autobahnen eingeführt. Seit diesem Zeitpunkt hat sich die Idee, Touristen mittels einer einheitlichen Beschilderung an Autobahnen auf sehenswerte Orte hinzuweisen, an vielen Orten der Welt verbreitet.
Nach französischem Vorbild führte das Regierungspräsidium Stuttgart in einem Pilotprojekt kurz darauf touristische Hinweisschilder an den Autobahnen im Regierungsbezirk Stuttgart ein. Das erste derartige Hinweisschild wurde in Deutschland im Juli 1983 an der Bundesautobahn 8 aufgestellt und wies auf die Burg Teck hin. Im Laufe des Jahres 1983 wurden weitere 14 Tafeln mit elf unterschiedlichen Motiven (u. a. Löwensteiner Berge, Engelberg, Schwäbische Alb, Waldenburger Berge) installiert.
Erst über eine Veröffentlichung im Verkehrsblatt am 15. Juli 1988 wurde die offizielle Einführung dieser Schilder in der Bundesrepublik Deutschland erlassen. Sie durften ausschließlich an Autobahnen „maximal alle 20 Kilometer“ erscheinen und keinerlei Wegweiser beinhalten. Die Richtlinien für touristische Hinweise an Straßen – RtH 1988 wurden im Jahre 2003 geändert (VkBl. 2003 S. 198) und im Jahre 2009 mit der Verlautbarung der sie ersetzenden und bis heute angewendeten Richtlinien für die touristische Beschilderung (RtB) – Ausgabe 2008 aufgehoben.
Bei der heute auf die Burg Teck hinweisende Tafel handelt es sich nicht um die 1983 aufgestellte, da diese eine andere Gestaltung aufweist. Vorausgegangen waren mehrjährige Tests mit unterschiedlichen Schildformen, -farben und Piktogrammen, die u. a. in Hessen unter Beteiligung des ADAC durchgeführt wurden und die zum Ziel hatten, Wahrnehmung und Akzeptanz verschiedener Schildtypen zu untersuchen.
Die Schweiz führte ebenso nach französischem Vorbild die touristische Signalisation Ende der 1970er Jahre ein. In der Signalisationsverordnung vom 5. September 1979 (SSV, SR 741.21) regelte Art. 49 erstmalig die Verwendung der Tafeln.

## Gegenwart

### Deutschland

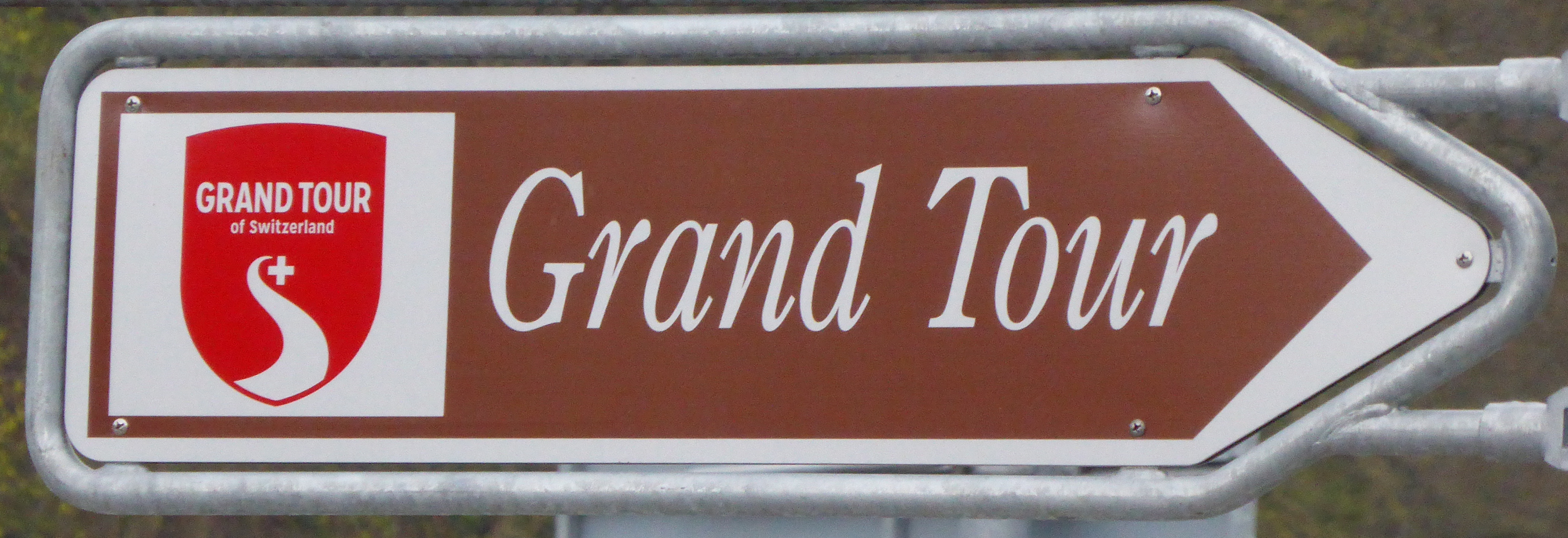
Wegweiser für die Ferienstraße Grand Tour of Switzerland bei Schaffhausen (Schweiz)

In der Bundesrepublik Deutschland ist die Touristische Unterrichtungstafel als Zeichen 386.3 in der Anlage 3 (zu § 42 Absatz 2) der StVO aufgeführt; daneben gibt es das Zeichen 386.1 Touristischer Hinweis (für bedeutsame touristische Ziele an Straßen außerhalb von Autobahnen) und das Zeichen 386.2 Touristische Route. Für diese Zeichen trifft § 51 StVO eine besondere Kostenregelung. Dies führt mitunter zu hohen finanziellen Belastungen für die Kommunen.
Die grünen Tafeln, die ab 1988 den aktuellen braunen Tafeln weichen mussten, sind bisweilen auch heute noch anzutreffen. Auch die Beschilderung durch die weißen innerörtlichen Wegweiser in Westdeutschland blieb auch nach Einführung der braunen Wegweiser vielfach bis heute bestehen.
Da die Entscheidung über die Aufstellung von touristischen Unterrichtungstafeln auf der Ebene der einzelnen Bundesländer fällt, existiert keine zuverlässige Übersicht aller bundesweit errichteten Tafeln. Sicher ist aber, dass ihre Anzahl in den vergangenen Jahren erheblich zugenommen hat: Während eine Publikation des Leibniz-Instituts für Länderkunde aus dem Jahr 2006 die Anzahl der an deutschen Autobahnen aufgestellten Unterrichtungstafeln auf 622 beziffert, erbrachte eine im Jahr 2019 durchgeführte Abfrage der jeweils zuständigen Landesbehörden bereits eine Gesamtsumme von 2.919. Der ADAC bezifferte die Zahl der touristischen Unterrichtungstafeln im Jahr 2020 auf „mehr als 3.400“. Besonders viele Tafeln lassen sich in größeren Flächenländern wie Bayern (mehr als 800), Baden-Württemberg, Sachsen und Nordrhein-Westfalen (jeweils mehr als 300) finden.

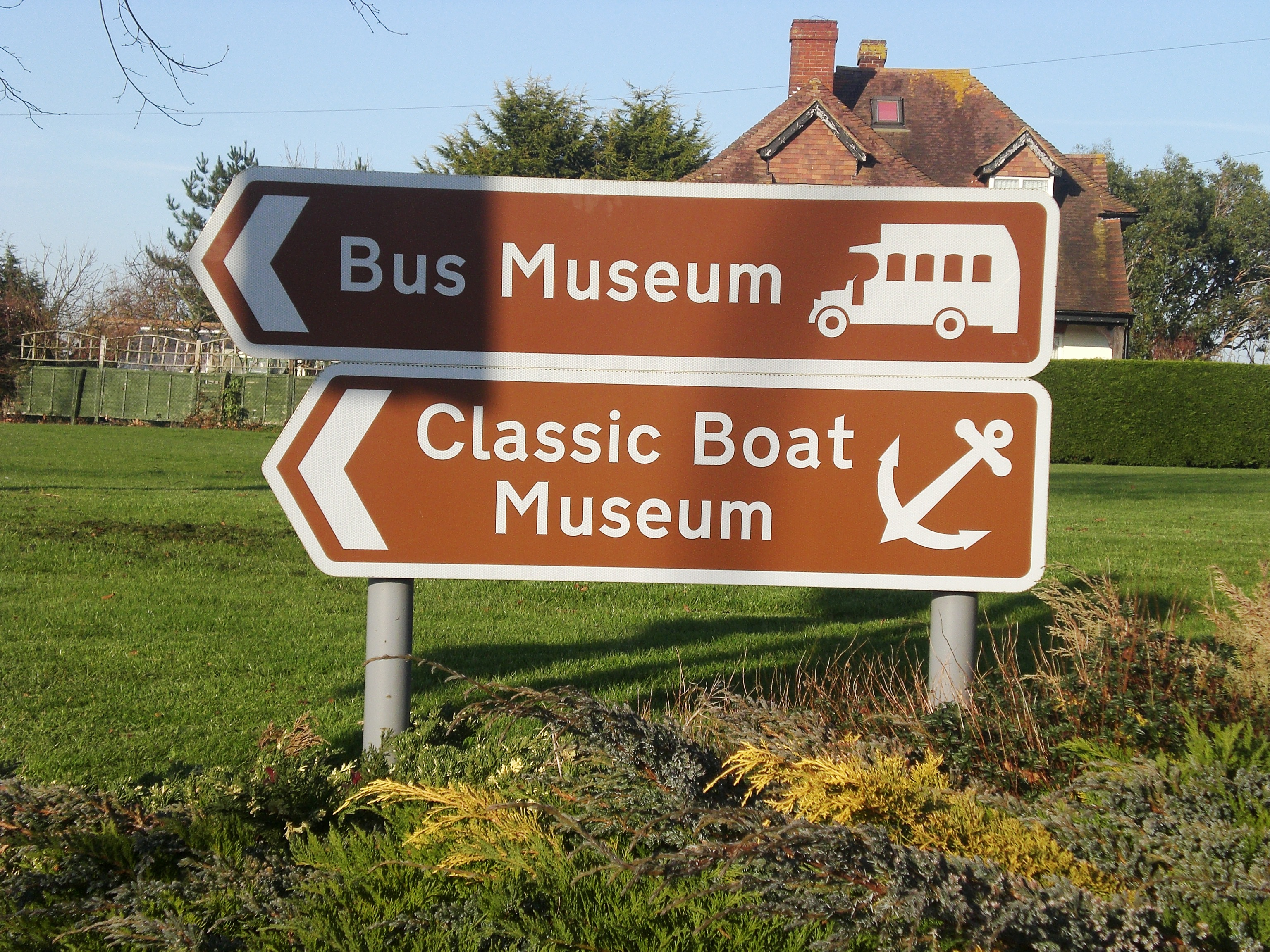
Wegweiser als touristische Signalisation auf der Isle of Wight (GB)

### Schweiz
Die Schweiz regelt die touristische Signalisation an öffentlichen Straßen über die Richtlinie des Bundesamts für Strassen ASTRA vom 14. Mai 2012 unter Berücksichtigung der VSS-Norm SN 640 827c. Dabei wird primär zwischen Ankündigungstafeln und Willkommenstafeln unterschieden. Dabei gelten einige Grundsätze für das Aufstellen der Signalisation. Die touristische Signalisation darf nicht zur Begünstigung einzelner Betriebe und Anlagen führen. Wenn ein Ort mehrere touristisch bedeutsame Objekte aufweist, ist ein Gesamtkonzept aufgrund einer Bestandesaufnahme dieser Objekte zur erstellen. Einrichtungen, deren Betrieb für längere Zeit eingestellt ist (wie Skilifte im Sommer), dürfen während dieser Periode für den fließenden Verkehr nicht signalisiert sein.

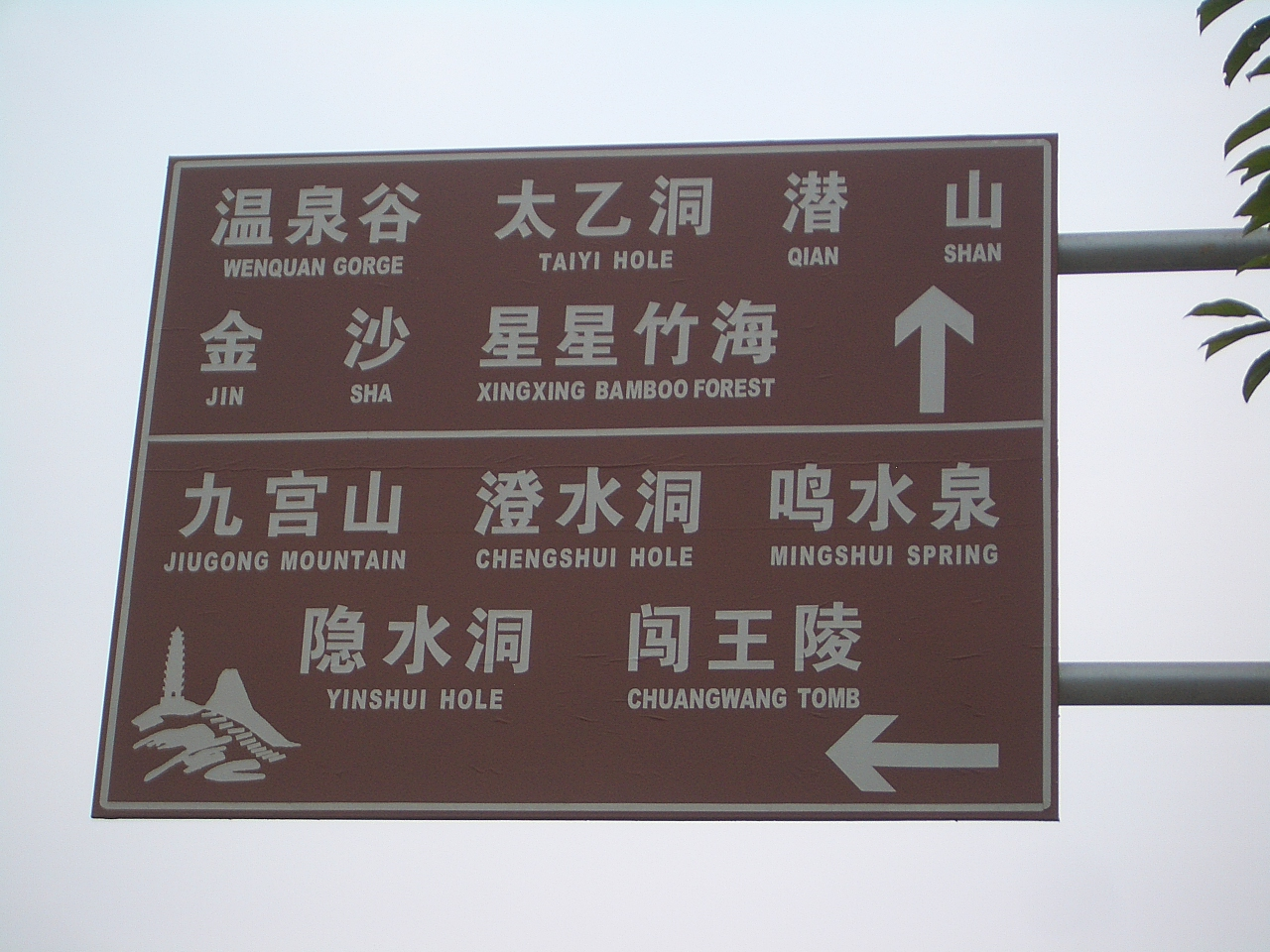
Touristischer Wegweiser in Xianning (China)

### Weitere Regionen
International hat sich in den vergangenen Jahrzehnten die farbliche Gestaltung mit mehrheitlichen Brauntönen durchgesetzt. Damit wird die touristische Signalisation klar von den Wegweisern der jeweils geltenden Straßenverkehrsordnung und deren Verkehrszeichen abgegrenzt. 

## Gestaltung und Kritik
In vielen Ländern wurden Richtlinien zur Gestaltung und Montage von touristischen Unterrichtungstafeln festgelegt, um ein einheitliches Erscheinungsbild zu erhalten. Neben der Farbgebung in Braun und Weiß werden auf den Schildern üblicherweise serifenlose Schriften verwendet. In Deutschland „kommt die Mittelschrift nach der DIN 1451 Teil 1 ‚Schriften – Serifenlose Linear-Antiqua – Allgemeines‘ zur Anwendung“, in Ausnahmefällen auch die Engschrift. Dabei soll die Schrifthöhe „in der Regel 280 mm, mindestens jedoch 245 mm betragen. Der Schriftzug darf sich über maximal zwei Schriftzeilen erstrecken.“ „Die Ausführung der Schrift richtet sich nach der DIN 1451 Teil 2 ‚Schriften; Serifenlose Linear-Antiqua; Verkehrsschrift‘.“ Dagegen werden Serifen in der Schweiz zur Abgrenzung zu anderen Schildern eingesetzt.
Um die Lesbarkeit für Touristen zu verbessern, ist eine mehrsprachige Beschriftung möglich (wie beispielsweise im Saarland zusätzlich auf Französisch). Die verwendeten Piktogramme sollten einfach und dennoch aussagekräftig gehalten und nicht bunt dargestellt werden. Kritiker bemängeln, dass die Tafeln häufig zu viele Informationen enthalten und den Verkehrsteilnehmer vom Geschehen auf der Straße ablenken. Weiterhin vergrößere sich die Zahl der touristischen Unterrichtungstafeln fortlaufend, da zunehmend auch weniger bedeutsame Ziele ausgeschildert würden.
Eine im Jahr 2019 an der Hochschule Harz durchgeführte Studie ergab, dass jeder sechste Verkehrsteilnehmer auf deutschen Autobahnen schon einmal spontan eine auf einer touristischen Unterrichtungstafel beworbene Destination aufgesucht hat. Rund zwei Drittel können sich zudem an konkrete Inhalte einzelner Unterrichtungstafeln erinnern. Die repräsentative Erhebung lässt darüber hinaus Rückschlüsse auf die Rezeption der touristischen Beschilderung zu: Nahezu alle Befragten (96 %) gaben an, die Schilder während der Fahrt wahrzunehmen. Rund 70 % erklärten, sich bereits mit Mitfahrenden über den Inhalt der Schilder ausgetauscht zu haben, wobei dies in der Erinnerung fast jedes dritten Befragten (30 %) regelmäßig vorkam.

## Beispiele

Die erste touristische Unterrichtungstafel an einer Autobahn in der Bundesrepublik Deutschland: Burg Teck
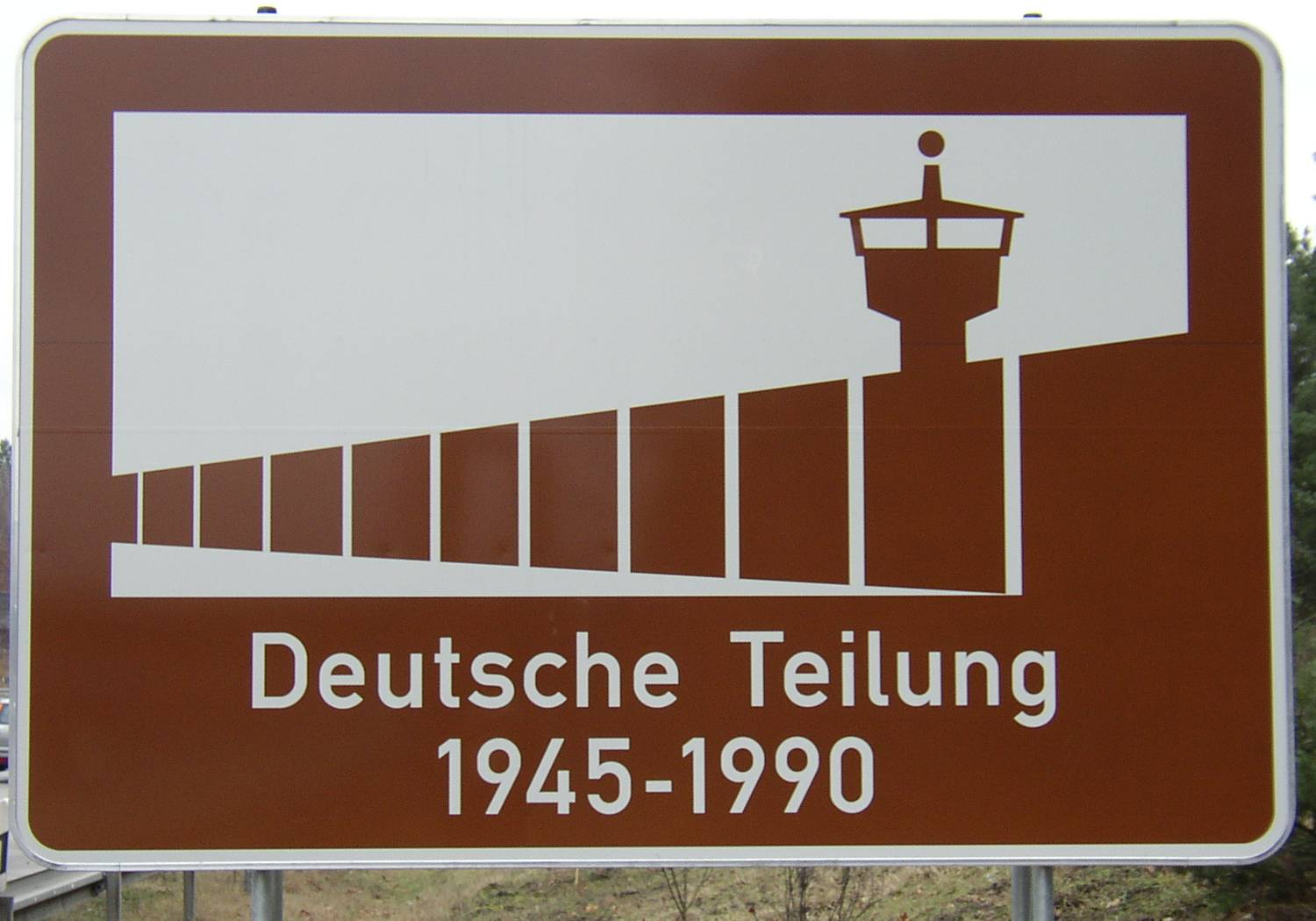
Eine touristische Unterrichtungstafel als Erinnerung an die deutsche Teilung
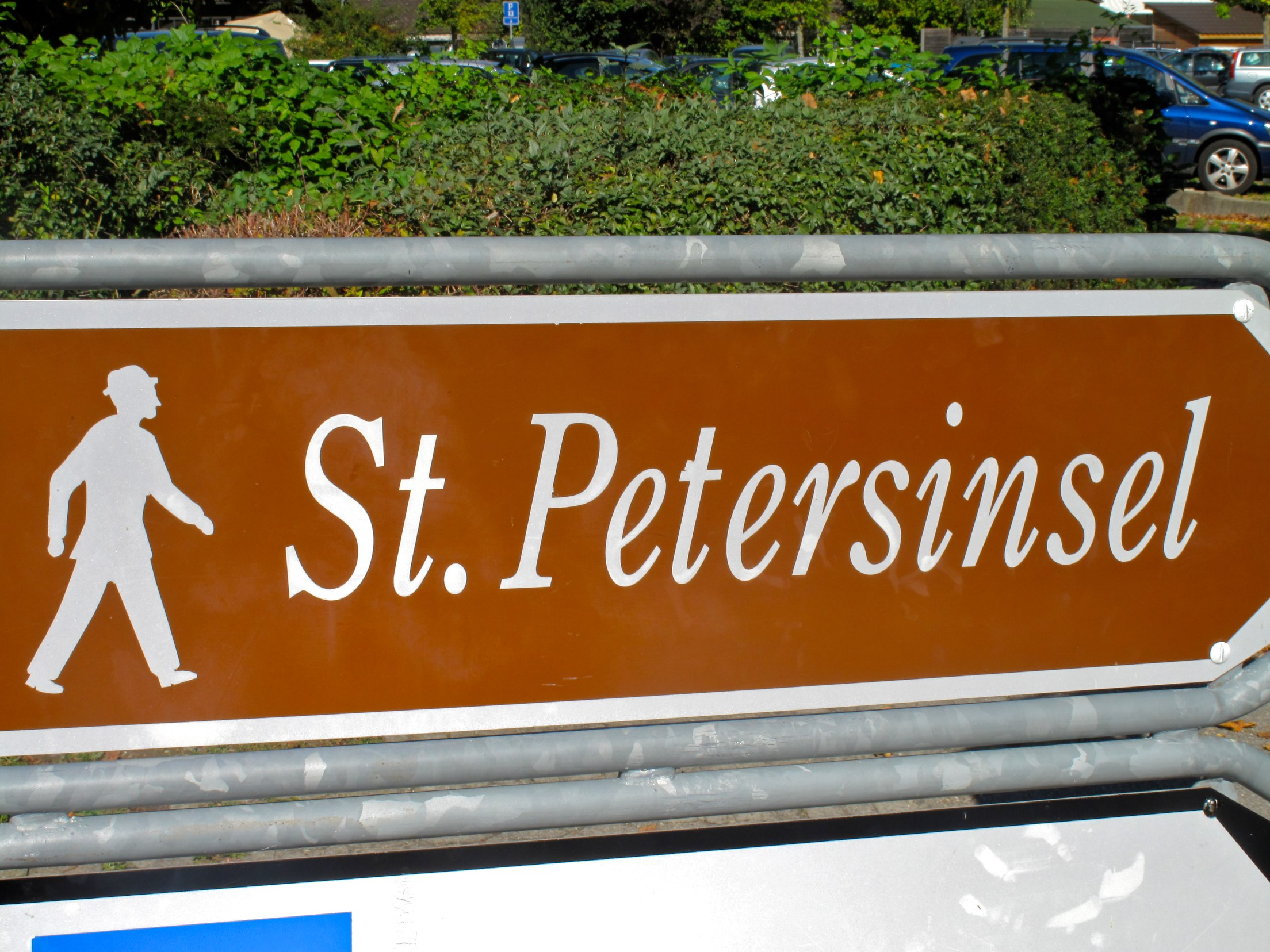
Ein touristischer Wegweiser für Fußgänger in der Schweiz zu einer Insel im Bielersee
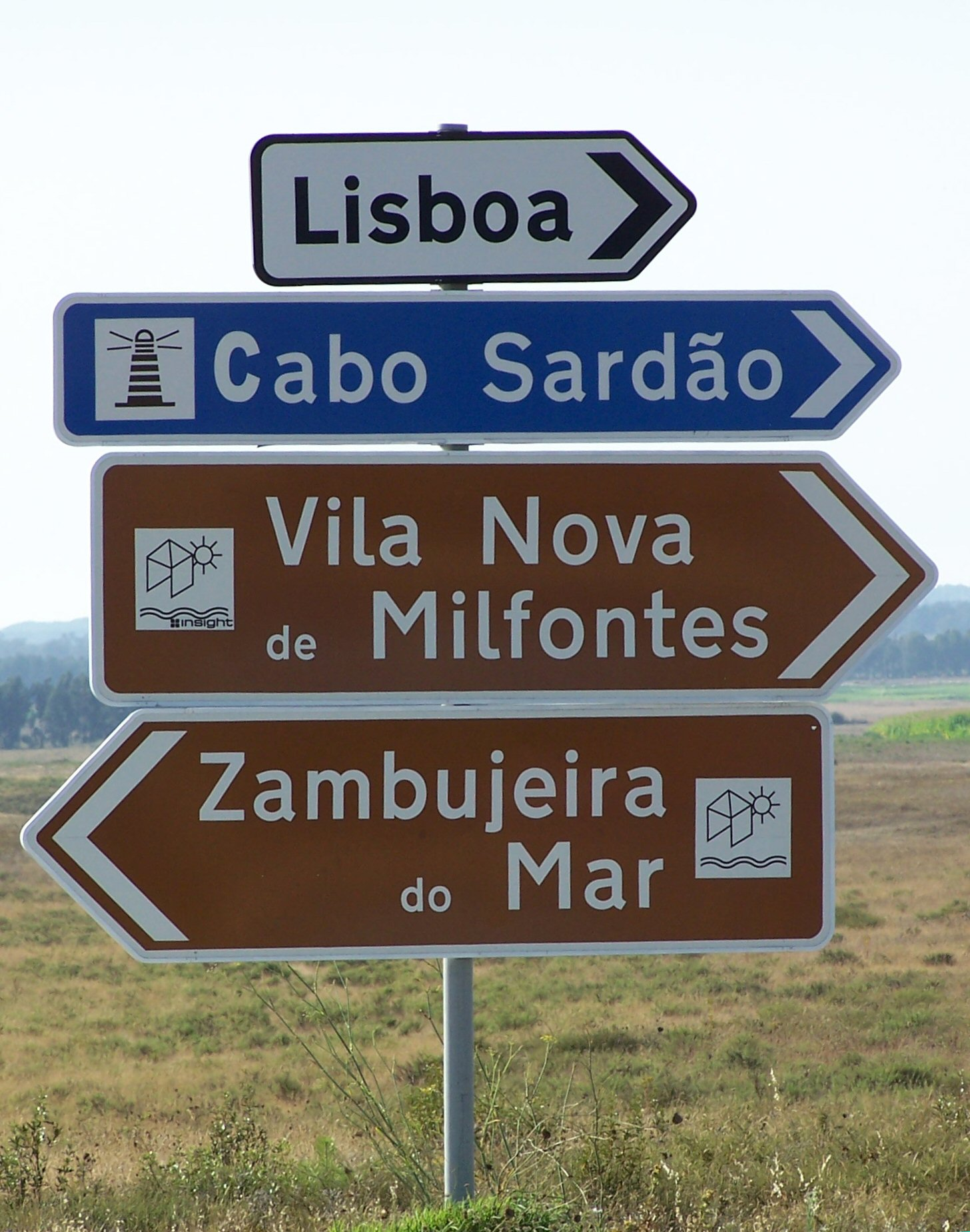
Ein touristischer Wegweiser in Portugal
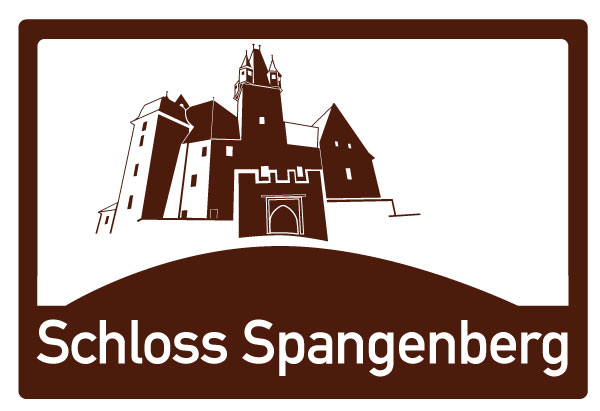
Schloss Spangenberg, touristische Unterrichtungstafel an einer Bundesfernstraße
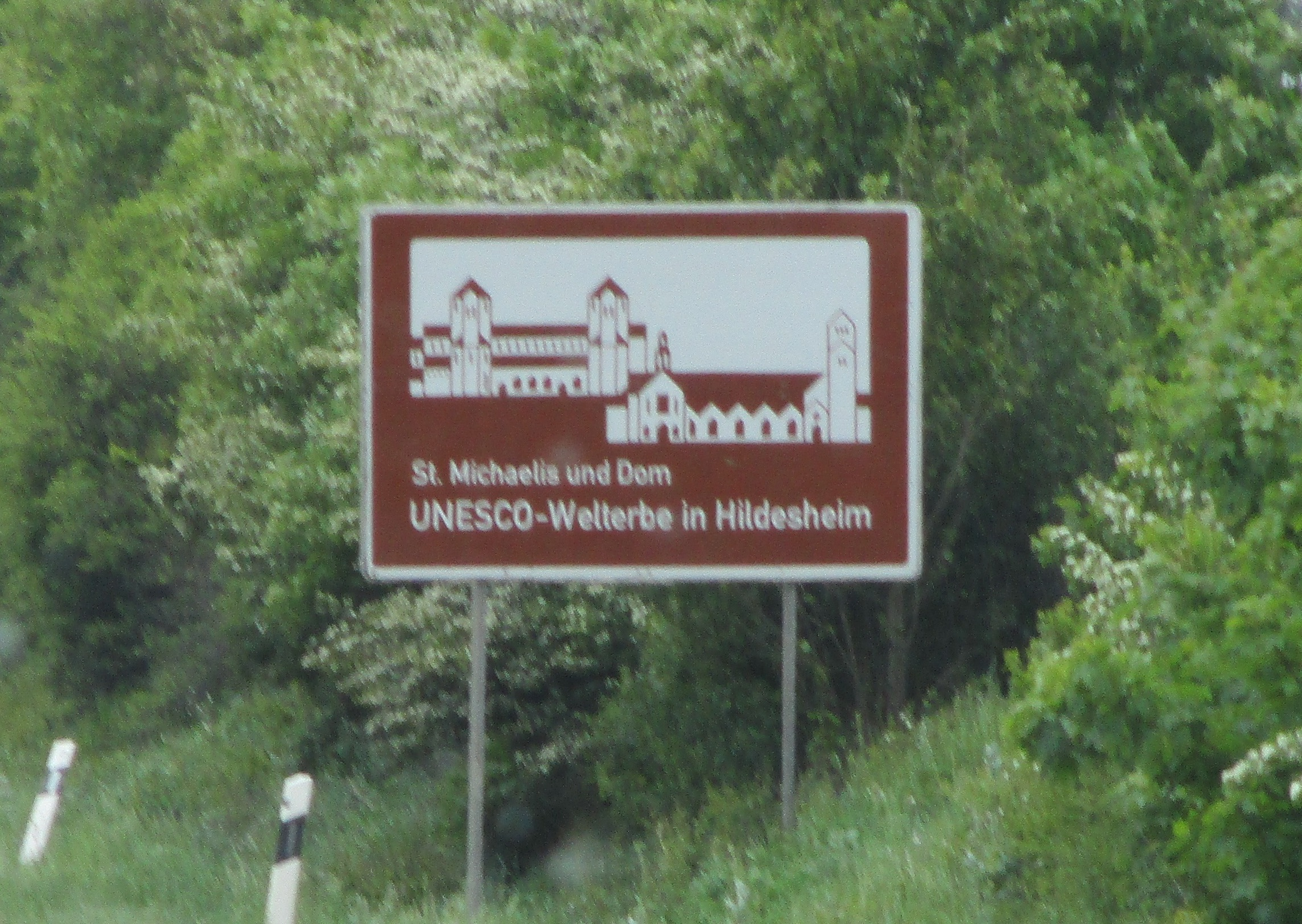
St. Michael und Dom zu Hildesheim, touristische Unterrichtungstafel zu einem UNESCO-Weltkulturerbe